# Ford Fiesta III
La Ford Fiesta III (codice progetto BE-13) è un'autovettura di segmento B prodotta dalla filiale europea della casa automobilistica statunitense Ford dal 1989 al 1997, anno in cui è stata rimpiazzata dalla generazione successiva dopo due anni di affiancamento sul mercato.
Si tratta della terza generazione dell'utilitaria Ford ed è la prima versione a essere dotata di una carrozzeria a cinque porte.

## Storia
La terza generazione è stata presentata alla fine del 1988, mentre la produzione è iniziata nel febbraio seguente (sempre negli stabilimenti da cui sono uscite le generazioni precedenti) in vista dell'entrata in commercio due mesi dopo. Essa non aveva nulla in comune con la precedente: la nuova Fiesta, infatti, vantava una linea completamente ridisegnata e moderna per il tempo, anticipando la moda che negli anni novanta ha visto protagoniste le linee morbide per quanto riguardava il design automobilistico. Anche gli interni furono profondamente ridisegnati, con un miglioramento significativo nell'abitabilità grazie al passo maggiorato e alle dimensioni maggiori della carrozzeria.
Prima della presentazione, la macchina venne testata non solo sui circuiti privati o sul banco prova, ma anche nelle comuni strade per un totale di 3 milioni di chilometri. Questo fu un primato nella storia della Ford, infatti vennero costruiti circa 250 esemplari di pre-serie (con diverse tipologie di carrozzeria, meccanica e allestimenti) che venivano testati ogni settimana per qualità, durabilità, consumi e affidabilità. Alex Trotman, al tempo presidente del consiglio di amministrazione di Ford of Europe, spiegò l'importanza di tanto lavoro affermando: «La Ford si appresta a raggiungere la qualità massima in ogni area. Noi siamo sicuri che la Fiesta sarà una delle migliori nella sua categoria. I livelli qualitativi desiderati saranno raggiunti grazie a questo programma».

## Contesto ed evoluzione
La terza serie si pose in diretta concorrenza con la Citroën AX, l'appena rinnovata Fiat Uno, la Opel Corsa, la Peugeot 205, la Renault Supercinque (e la Clio a partire dal 1990) e la SEAT Ibiza, e come queste offrì per la prima volta una variante a 5 porte. 

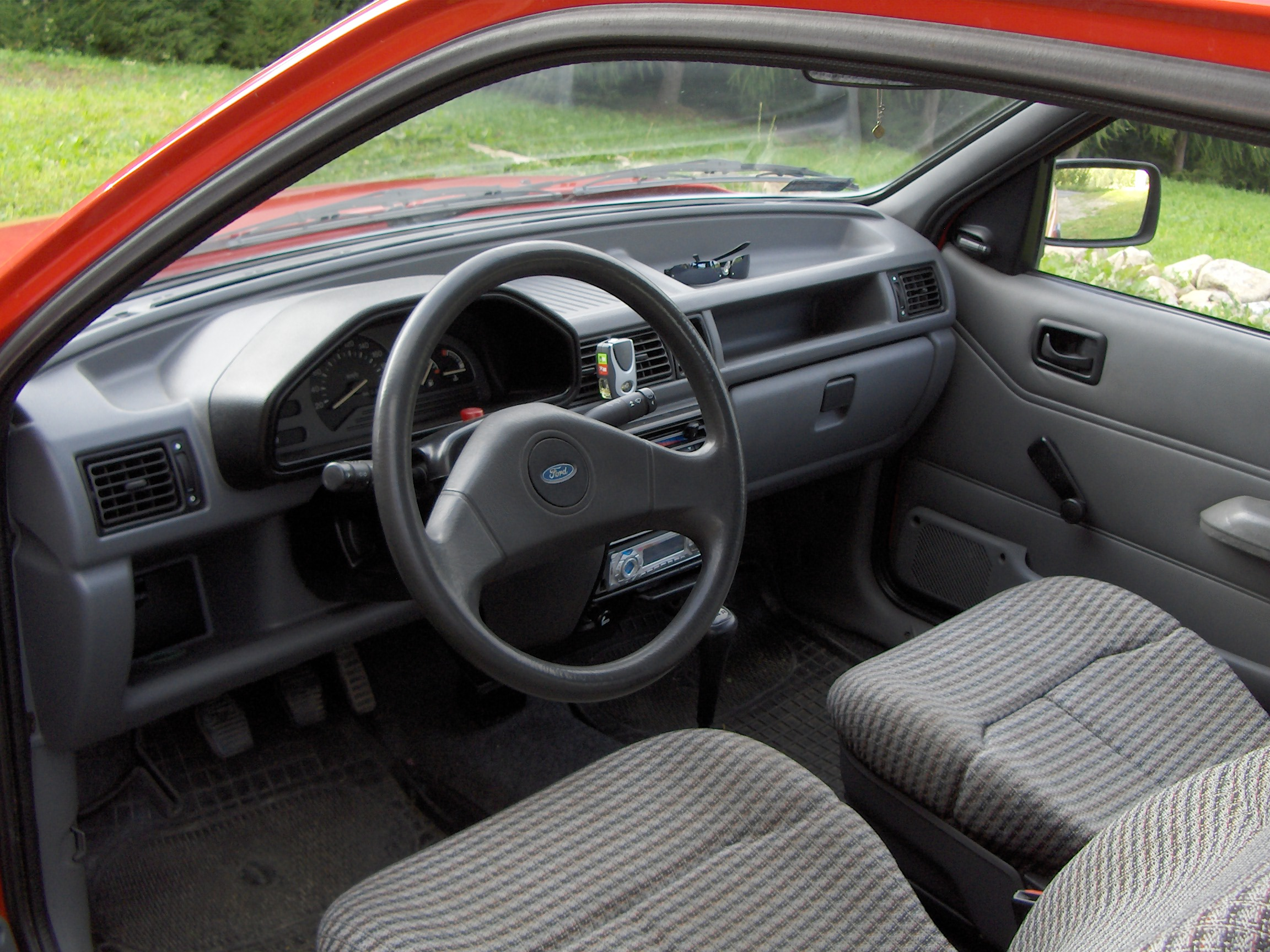
Interni di una Fiesta

A livello meccanico bisogna ricordare la presenza di una nuova piattaforma che vedeva come principale differenza rispetto alla precedente l'abbandono del ponte rigido al retrotreno in favore di una nuova soluzione a ponte torcente. Inoltre, la scocca è stata rinforzata per resistere meglio agli impatti frontali e laterali.
Per quanto riguarda i motori, invece, le principali novità riguardavano l'aggiornamento del propulsore Diesel (che passò da 1.6 litri a 1.8 litri di cilindrata raggiungendo i 60 CV) e i motori base (il 957 cm³ venne portato a 1.0 litri e vennero aggiornati i 1.1 litri e 1.3 litri, tutti in grado di funzionare con benzina con o senza piombo. Il 1.1 e il 1.3, entrambi facenti parte della famiglia Endura-E, erano dotati di distribuzione ad albero a camme laterale tramite catena con aste e bilancieri e alimentazione tramite carburatore doppio corpo Weber). 
Le versioni di serie erano dotate di sedili dal design ergonomico, chiusura centralizzata delle portiere, bloccasterzo e solo su alcune versioni la cintura di sicurezza con i punti di ancoraggio regolabili in altezza. A inizio carriera, l'allestimento CLX era l'allestimento di base: esso comprendeva una modesta dotazione ed era previsto sia per la carrozzeria 3 porte sia 5 porte oltreché per tutte le motorizzazioni a carburatore, ad eccezione del 1.6 e del 1.3 a iniezione. L'allestimento S, di aspetto sportiveggiante, era riconoscibile grazie alle luci supplementari diurne e ai getti lavafari. Tra gli optional spiccavano l'impianto ALB, il lunotto termico, quattro altoparlanti con regolazione manuale del bilanciamento (versione S) e la trasmissione automatica a variazione continua di rapporto CTX per le motorizzazioni 1.1 e 1.4 litri. Per quanto concerne un altro optional, il climatizzatore, nel mercato italiano era disponibile sulle versioni Ghia, Windsor, Newport e Cayman Blue. Le motorizzazioni 1.3i, 1.4 CVH e 1.6i 16V, erano le uniche ad avere l'idroguida ed erano in grado di far funzionare l'impianto di aria condizionata. A causa del modesto spazio del vano motore non era possibile montare entrambi gli optional, per cui se un allestimento montava l'idroguida non montava il climatizzatore e viceversa. Inoltre, per i paesi scandinavi, la Fiesta montava di serie i sedili anteriori riscaldabili elettricamente su tutti gli allestimenti.
Subito dopo il lancio la gamma dell'autovettura si è ampliata con l'arrivo delle prime varianti sportive: sono state introdotte la versione sportiva XR2i con motore 1.6 CVH a iniezione elettronica da 110 CV, e la RS Turbo, dotata di un 1.6 litri sovralimentato con turbocompressore capace di erogare 133 CV. Il motore derivava da quello della Ford Escort RS Turbo da cui differiva solo per il turbocompressore: a causa del vano motore più piccolo, il Garrett T3 venne sostituito dal più piccolo T2. Caratterizzata da uno 0–100 compiuto in 7,8 secondi e da una velocità di punta di 212 km/h, fu la prima Fiesta dotata di motore turbo e fu prodotta fino al 1992. Sempre nel 1990, inoltre, fu presentata per alcuni mercati (tra cui l'Italia e il Regno Unito) la lussuosa versione Ghia, disponibile con tutti i motori a benzina non destinati alle versioni sportive.

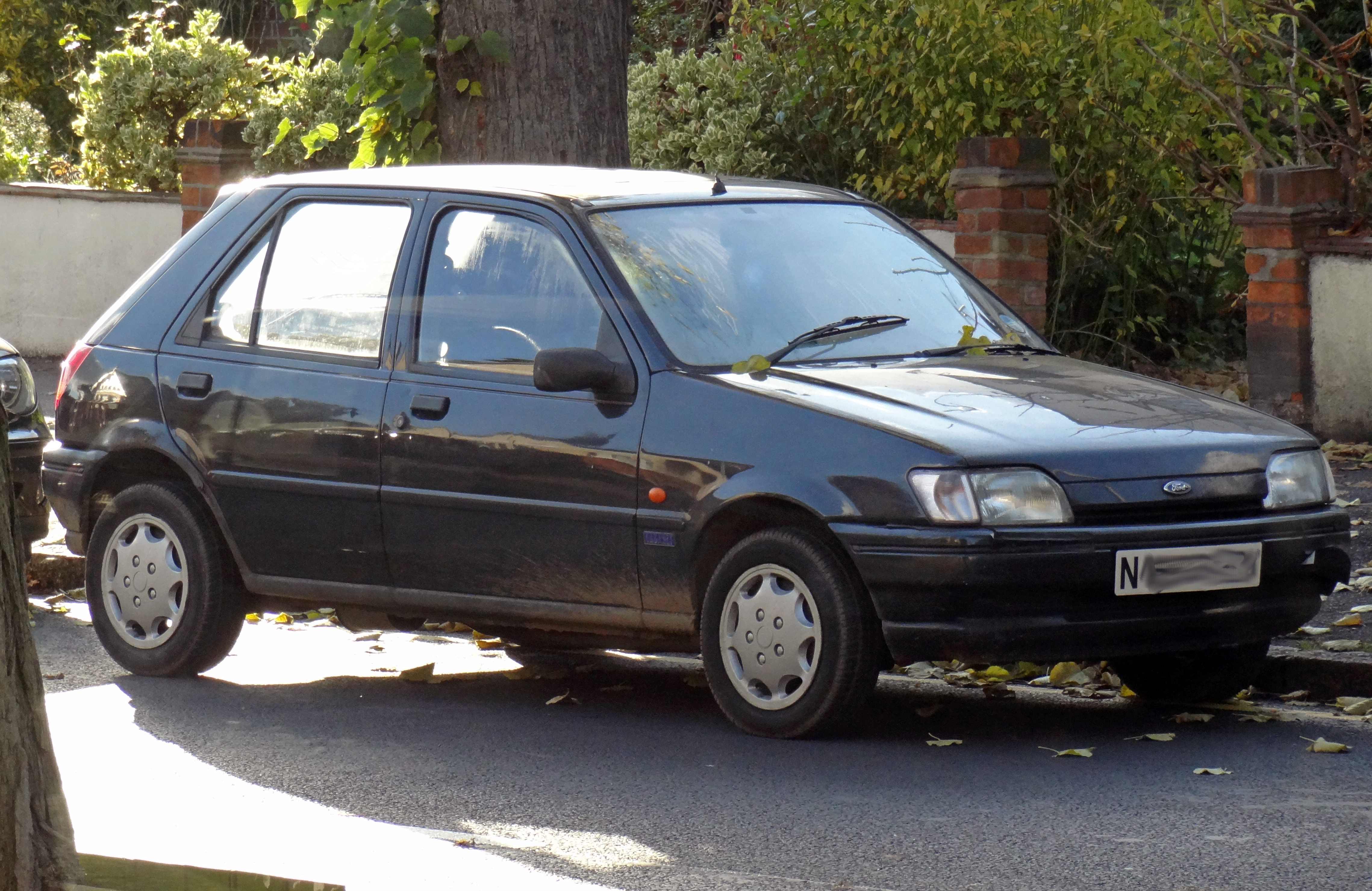
Un esemplare di Ford Fiesta successivo al restyling del 1994

Già a partire dal mese successivo alla sua presentazione, la Fiesta terza serie dominava le classifiche di vendita in ben sette paesi europei. Oltre 500.000 vetture vennero vendute nel 1989 ottenendo numerosi riconoscimenti da parte delle riviste di settore. A prova del notevole successo della vettura si ricordi che nel biennio 1990-1992 vennero immatricolate più di 1,8 milioni di Fiesta in tutta Europa, e solo nel 1992 si raggiunse il record di 648.781 unità.
A partire dal 1992 vennero realizzate numerose serie speciali, a volte vendute solo in specifiche nazioni (soprattutto nel Regno Unito), come Calypso (dotata di un tetto in tela apribile elettricamente e di interni molto colorati), Bravo, Lady, Sandpiper, Festival, Economy, Quartz, Finesse, Champ, Sound, Chianti, Magic, Dash, Bonus, Firefly, Finesse II, Olympus Sport, Flight, Fresco, Cayman Blue, Newport (riconoscibile grazie ai copricerchi dedicati), Windsor e Boston (dotata di sedili in velluto e predisposizione radio mangianastri). Nel frattempo, la gamma di motorizzazioni è stata omologata secondo le normative Euro 1 e per questo sono state eliminate le versioni con motore a carburatori in favore di quelle a iniezione e catalizzate.
Nel 1994 venne apportato un leggero restyling sulla carrozzeria: scomparve il leggero solco nella parte anteriore del portellone del bagagliaio, i loghi "Ford" e "Fiesta" furono ridisegnati, venne introdotto lo sportellino posteriore a protezione del tappo del serbatoio carburante, i paraurti vennero leggermente modificati, gli indicatori di direzione laterali da quadrati divennero ovali mentre quelli anteriori divennero trasparenti, cambiarono gli specchietti retrovisori (questa volta non più ripiegabili) e venne eliminato lo spoiler posto sulla parte superiore esterna del lunotto. Il restyling interessò anche l'abitacolo: il cruscotto divenne totalmente nero, venne migliorata la qualità delle plastiche sostituendo i montanti inferiori delle porte anteriori e fu introdotto un nuovo rivestimento del piantone dello sterzo, dove sparirono lo scomparto del pomello dello starter e l'accennata soglia sotto l'interruttore di avviamento.
Da questo restyling in poi venne posto un fregio al centro della parte superiore del cruscotto, atto a indicare l'allestimento dell'auto. Su tutti gli allestimenti venne fatto un passo avanti sulla sicurezza con l'introduzione degli airbag frontali di serie, di sedili anti-affondamento, di uno sterzo collassante, di pretensionatori per le cinture di sicurezza e di un pulsante d'emergenza in grado di interrompere il flusso della benzina nel motore in caso di incidente. Nei crash test, questi aggiornamenti migliorarono sensibilmente l'esito finale.
La gamma dell'utilitaria è stata leggermente aggiornata in virtù dell'aggiornamento precedente con l'arrivo del nuovo motore 1.6 benzina con testata a 16 valvole appartenente alla famiglia Zetec e con la nuova variante 1.8 turbodiesel disponibile per alcuni mercati europei. Si tratta delle ultime modifiche di sorta per l'utilitaria, che nel 1995 perde tutte le versioni sportive in vista dell'arrivo della quarta generazione alla fine dell'anno. In ogni caso, la terza generazione della Fiesta non esce di produzione ma rimane in commercio in versione Pro (oppure Futura o Classic a seconda dei mercati di destinazione), guadagnando dei nuovi paraurti più rotondeggianti e delle dotazioni arricchite a fronte di un prezzo inferiore rispetto al modello successivo. Questa versione esce di produzione l'anno seguente, ma rimane a listino fino al 1997, un anno dopo il debutto della prima citycar dell'Ovale blu, la Ka, basata sul medesimo pianale della Fiesta.

## Versioni speciali

### Ghia

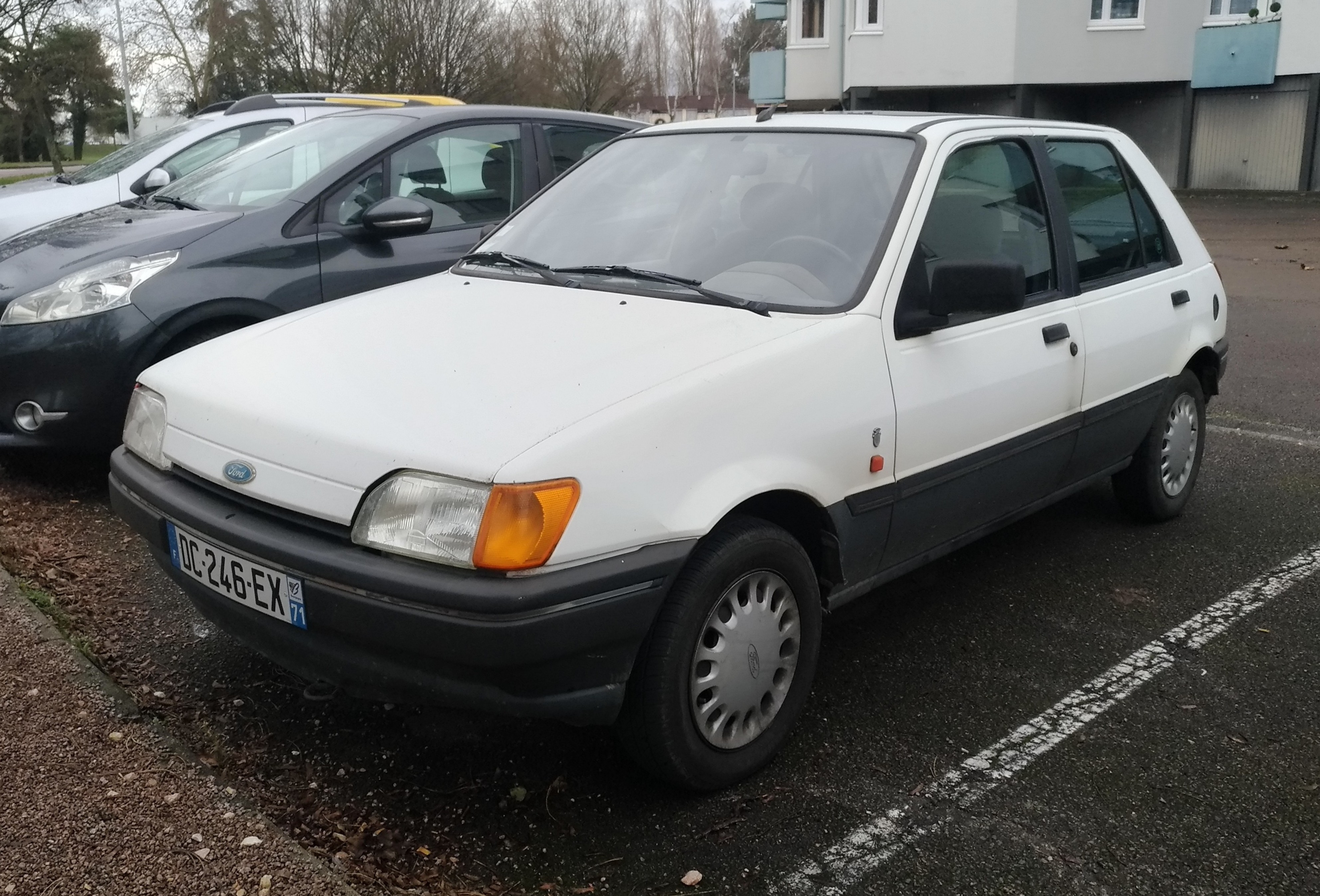
Una Fiesta Ghia pre-restyling

Nel 1989 venne lanciata su alcuni mercati la lussuosa versione Ghia. Disponibile solo con carrozzeria a cinque porte, è caratterizzata da modanature cromate sui paraurti (grigi come la parte inferiore della carrozzeria), specchi retrovisori richiudibili e regolabili manualmente dall'interno, cristalli atermici, plancia in color grigio chiaro, sedili in velluto grigio reclinabili con poggiatesta imbottiti, contagiri, cinture di sicurezza regolabili in altezza, sedile posteriore sdoppiato 60/40, chiusura centralizzata, chiave con luce LED, apertura elettrica del portellone, alzacristalli elettrici anteriori con comandi sul tunnel centrale e a richiesta tetto apribile parzialmente in cristallo brunito. Per questa versione, disponibile con i motori 1.1, 1.3 e 1.4 a benzina, sono anche presenti nuove tinte metallizzate come il grigio mercurio.
All'inizio del 1991 fu apportato un piccolo restyling con una nuova forma dei sedili anteriori sempre rivestiti in velluto grigio e lo spostamento dei comandi alzacristalli sulle tasche delle portiere anteriori; seguì nel 1994 un ulteriore restyling con la catalizzazione di tutta la gamma che arricchì ulteriormente la versione Ghia, che perse però la verniciatura grigia per paraurti e portiere, ora in tinta con la carrozzeria con modanature cromate come per le altre versioni, mentre all'interno furono ancora più marcate le modifiche con nuovi tessuti in velluto per il rivestimento dei sedili e pannelli più lussuosi e scuri, plancia nera, airbag guidatore a richiesta, condizionatore d'aria di serie con funzioni di ricircolo a doppie velocità e nuovi copricerchi argentati dedicati.
A settembre del 1994 debutta l'ultimo restyling generale della MK3 con leggere modifiche esterne, tra cui la sostituzione delle modanature cromate nei paraurti con modanature nere, le frecce anteriori di colore bianco e laterali di maggiori dimensioni, l'adozione dello sportello carburante in tinta con la carrozzeria e la sostituzione degli specchi retrovisori regolabili elettricamente. Internamente un nuovo devioluci e rivestimento modificato, nuovo sfondo blu per la strumentazione di bordo, nuovi volanti dotati di airbag e nuovi tessuti in velluto. Sarà questo il canto del cigno del modello, che rimarrà in produzione fino alla fine del 1995 con i soli motori 16V Zetec in ottemperanza alle normative antinquinamento.

### XR2i

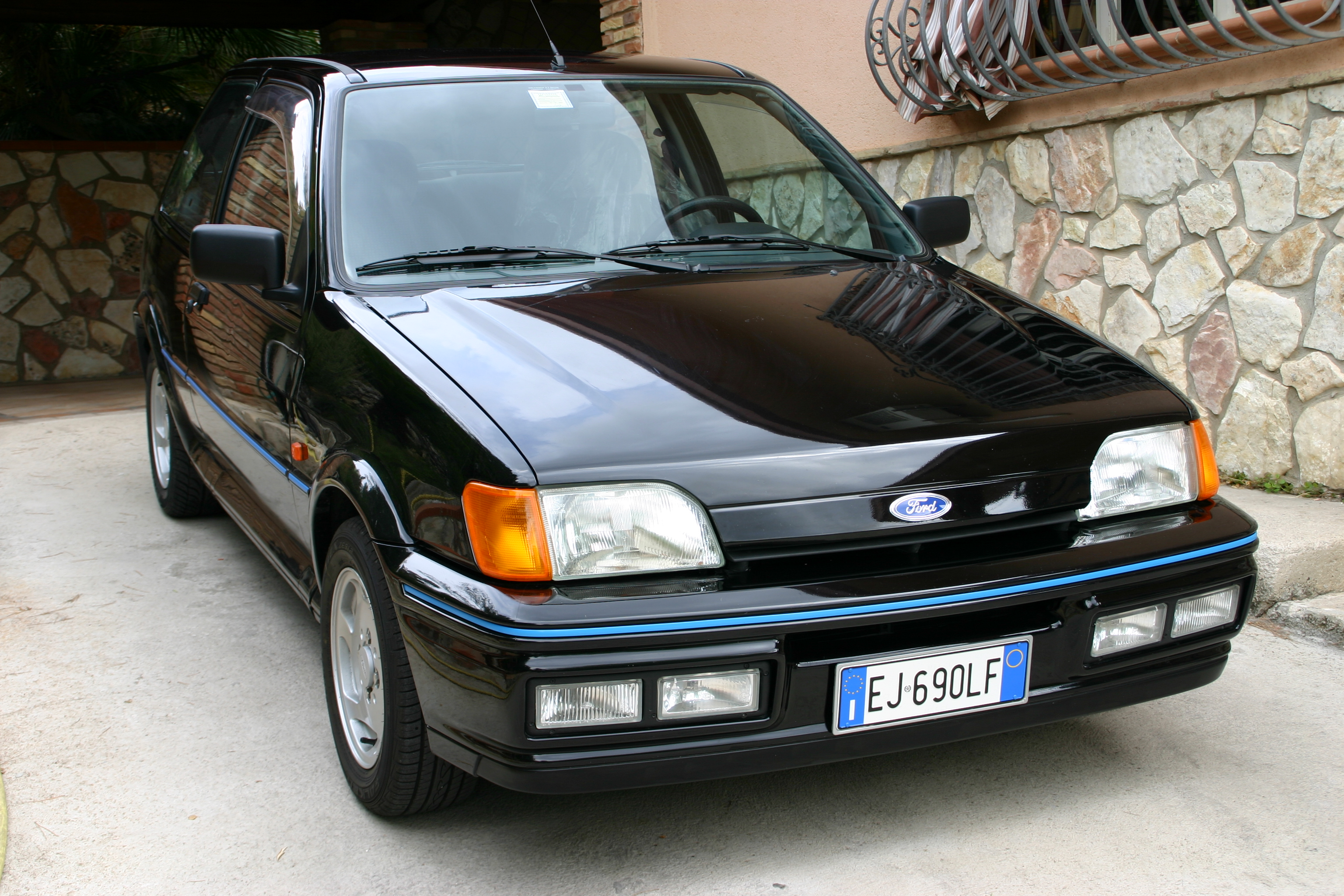
Una Fiesta XR2i con motore 1.6

Nell'ottobre del 1989 venne introdotta, dopo essere stata presentata poco prima, la Fiesta XR2i, una hot hatch con body kit e interni dedicati. Le prestazioni da sportiva erano garantite da un 1.6 CVH EFI a iniezione elettronica con albero a camme in testa e testata a 8 valvole capace di sviluppare 106 CV, cui si aggiungeva il peso contenuto. Rispetto ai modelli normali presenta paraurti maggiorati, minigonne, codolini e passaruota. Il paraurti anteriore montava quattro fari supplementari: due fendinebbia e due abbaglianti supplementari. Una particolare caratteristica estetica era la linea azzurra che correva lungo i paraurti e le modanature. Questa versione dalle prestazioni pepate era in grado di raggiungere i 192 km/h accelerando da 0 a 100 km/h in 9,8 secondi. La dotazione di serie era ricca, poiché comprendeva finestrini elettrici con comandi posti sul tunnel centrale, chiusura centralizzata, finestrini posteriori apribili a compasso, apertura del portellone elettrica, specchietti retrovisori regolabili manualmente dell'interno, cinture di sicurezza regolabili in altezza, selleria in velluto, tasche portaoggetti dietro gli schienali dei sedili anteriori, divanetto posteriore ribaltabile e sdoppiato 60/40, cristalli atermici e chiave con torcia incorporata.  

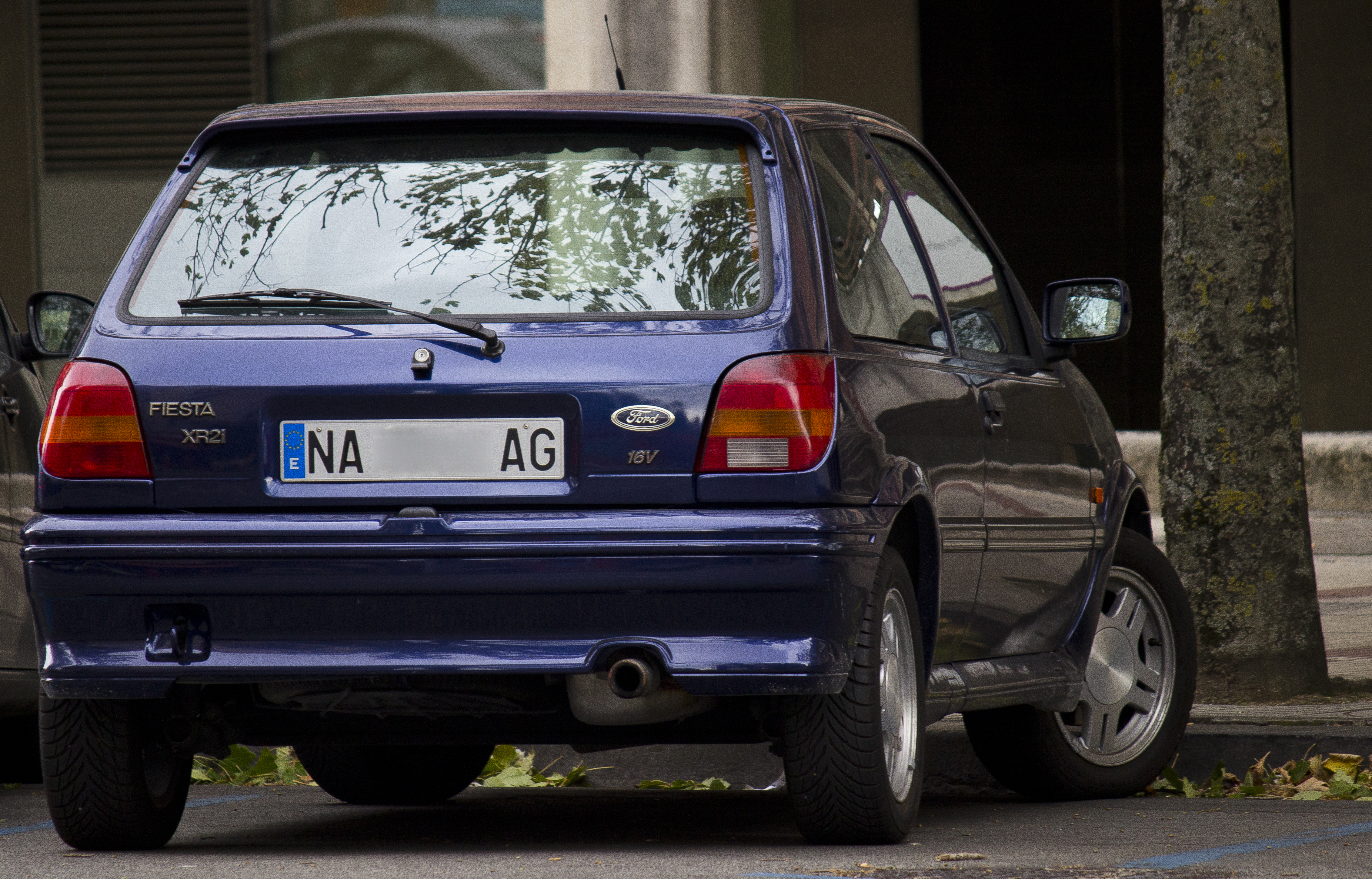
Posteriore di una Fiesta XR2i 16V

A richiesta si potevano ottenere l'ALB (un sistema di antibloccaggio dei freni che agisce sulle sole ruote anteriori), il tetto apribile a compasso in cristallo brunito, la vernice metallizzata e in un secondo momento i sedili Recaro e l'aria condizionata. Al momento della presentazione le vernici disponibili erano quattro, tre tinte pastello e una metallizzata: nero, rosso, bianco (pastello) e il grigio mercurio (metallizzato). A fine carriera si aggiunse anche il grigio argento metallizzato. 
Nel 1992 la Fiesta XR2i ha visto un cambiamento di motore: il 1.6 CVH usato sino ad allora è stato sostituito da un nuovo 1.8 a 16 valvole, omologato secondo le normative Euro 1 e facente parte della famiglia Zetec, che eroga una potenza di 105 CV.
Il restyling di inizio 1994 si estese anche al modello sportivo XR2i, dove le principali modifiche estetiche interessarono i fregi posteriori "Fiesta" e "XR2i" (ora in rilievo rispetto ai precedenti adesivi), la selleria sportiva Recaro (sostituita da una selleria in velluto con texture tendente al verde) e la dotazione interna, che ora comprendeva l'aria condizionata. Questa versione è stata eliminata dal mercato europeo nel 1995 ma già l'anno prima era stata eliminata in Regno Unito venendo sostituita dalla versione Si (che sarà la base della Fiesta Pro europea che debutterà a fine 1995). 

### RS Turbo

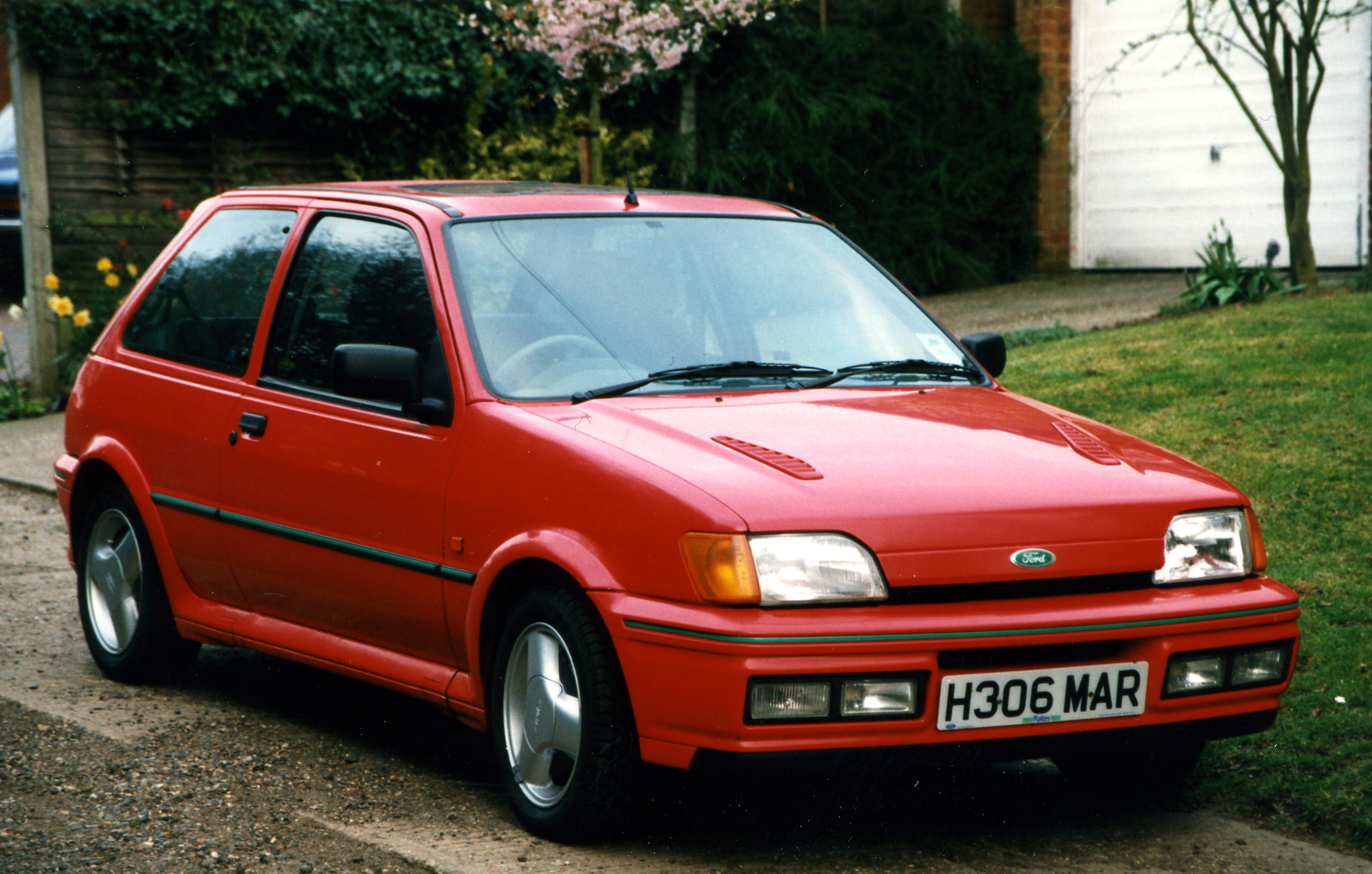
Ford Fiesta Turbo del 1991

Sebbene esteticamente fosse pressoché identica alla XR2i, la Fiesta Turbo possedeva dei Pirelli P600 185/55 VR14, con alcune differenze estetiche che saltavano subito all'occhio: l'aggiunta di due prese d'aria sul cofano motore, lo spoiler posteriore (dal profilo interno nero) in tinta con la carrozzeria, le modanature dal profilo verde (così come il logo "FIESTA turbo" sul portellone) e i cerchi in lega più grandi, infatti, la rendevano facilmente riconoscibile dagli automobilisti appassionati dell'epoca. L'ALB venne venduto come optional. Negli interni spiccavano i sedili Recaro e la manopola del cambio e il volante in pelle grigia, con il simbolo Turbo cucito nel centro. Inizialmente la vettura venne venduta con quattro colorazioni (Rosso Radiante, Bianco Diamante, Nero e Grigio Mercurio metallizzato) alle quali si aggiunse, solo verso la fine della produzione, il Grigio Polvere di Luna metallizzato. Il motore aveva un rapporto di compressione di 8:1. Il turbo Garrett T2 garantiva 0,4 bar di aumento della pressione e venne scelto anche perché di dimensioni inferiori rispetto al T3 utilizzato dalla Escort RS Turbo. La Fiesta Turbo era dotata anche di intercooler. Il motore erogava 133 CV a 5500 rpm, con 183 nm di coppia a 2400 rpm, una velocità massima di 205 km/h e un'accelerazione da 0 a 100 in 7,9 secondi.
In tale anno fu presentata la 16V, con un 1.8 litri a benzina aspirato da 105 cavalli derivato dal motore della Ford Escort XR3i, ma depotenziato di 10 CV. L'auto presentava una carrozzeria leggermente sportiva, ma non andò a sostituire la RS Turbo (tolta dal mercato a causa delle norme anti-inquinamento). La 16V fu rimossa dal mercato solamente dopo un anno.
L'erede della RS Turbo arrivò nel 1993: si chiamava RS 1800 e montava un 1.8 litri aspirato come la XR2i 16V, ma capace di erogare ben 130 CV. Come la XR2i, l'assetto era ribassato, mentre il kit estetico la rendeva immediatamente riconoscibile grazie ai passaruota maggiorati, alle minigonne e al paraurti anteriore che montava in basso quattro fari rettangolari: due fendinebbia e due abbaglianti supplementari. La Fiesta RS 1800 era capace di superare i 200 km/h di velocità di punta e in accelerazione eguagliava la 1.6 Turbo (7,98 secondi sullo scatto 0 –100 km/h contro i 7,88 della sovralimentata).

### Si
All'inizio del 1994 questo modello di Fiesta sostituì l'XR2i nei mercati anglosassoni, cambiando nome in Fiesta Si; rispetto all'XR2i aveva un aspetto meno sportivo e montava due motorizzazioni: sia il 1.4 8V L PTE "premium" (uno sviluppo del CVH di derivazione Escort simile a quello utilizzato nell'XR2i 8V) che il motore 1.6i 16V Zetec "EFI" (che andrà a motorizzare la prima serie della Focus). Esteticamente presenta la medesima caratterizzazione estetica, costituita da paraurti arrotondati con fendinebbia di serie, spoiler posteriore, e passaruota leggermente allargati, che l'anno dopo sarà alla base della versione Pro venduta sugli altri mercati.

### Pro

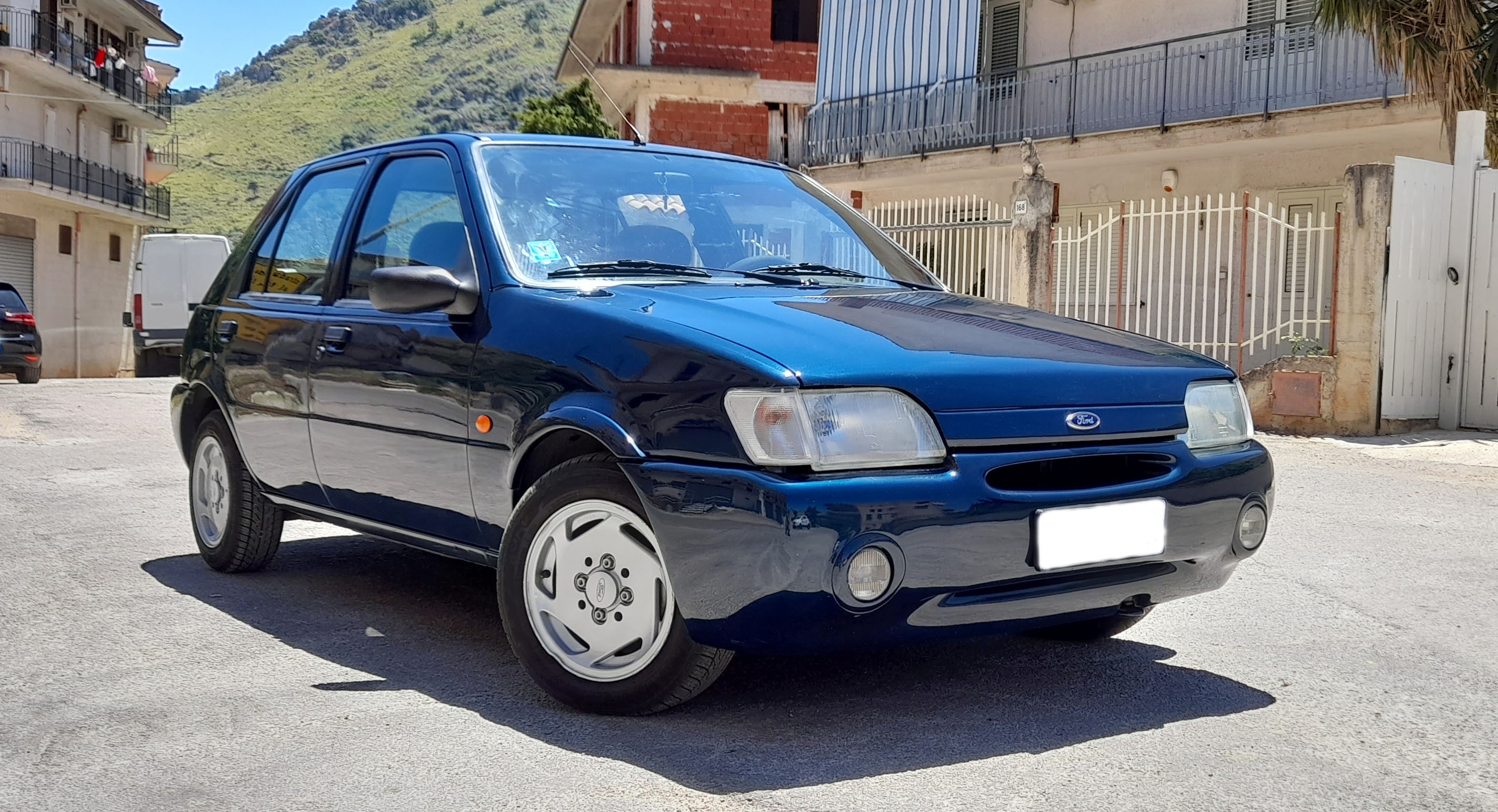
Ford Fiesta Pro (vista anteriore)

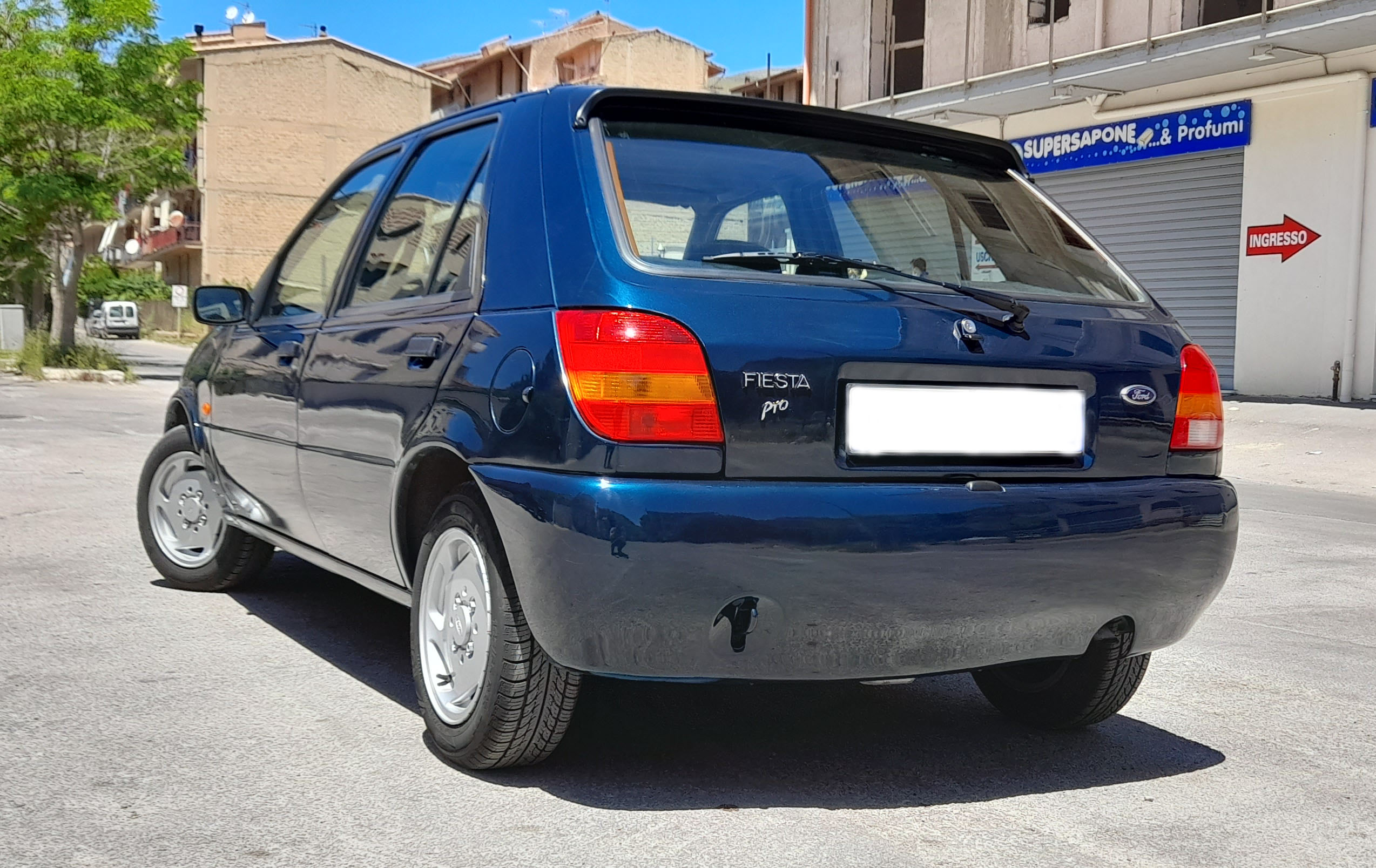
Ford Fiesta Pro (vista posteriore)

Nel 1995 venne presentata la Fiesta Pro (per il mercato tedesco denominata Fiesta Futura), una versione particolarmente caratterizzata della terza serie, ormai a fine carriera, che si distingueva dalle altre specialmente grazie alla ricomparsa dello stesso spoiler nero della XR2i e dalla forma dei paraurti dedicati (più arrotondati e avvolgenti e con i fendinebbia di serie), dalla colorazione della strumentazione tendente al blu scuro e dagli inediti interni completamente nuovi, sia per la 1.3i Pro che per la 1.6i 16V Ghia Pro, che avevano diverse texture per ogni modello. Sui passaruota anteriori vennero applicati due archi, al fine di dare più larghezza e ospitare finalmente i cerchi da 14 pollici con disegno specifico per il modello, che fino ad allora non erano mai stati montati sulle Fiesta MK3, e dare nel contempo un aspetto più sportivo.
Le differenze fra Pro e Ghia Pro consistevano nelle motorizzazioni, la dotazione interna e la tappezzeria. La Pro base era disponibile esclusivamente col 1.3i, aste bilancieri in ghisa (58 CV), cerchi in ferro da 13 con copricerchi specifichi e aveva una tappezzeria lussuosa tratta dalla versione 1.3 Ghia, mentre la Pro 1.6 16 valvole montava il moderno Zetec da 88 CV in lega leggera montato anche su altre vetture del gruppo come la Focus con terminale di scarico sportivo cromato, aveva una tappezzeria in velluto grigio-blu fantasia dedicata con sedili sportivi super avvolgenti specifici di derivazione Recaro, incredibilmente comodi e usciva di serie con cerchi in ferro da 14 pollici con copricerchi specifichi, adottati poi anche sulle Mondeo. Queste versioni disponevano di serie dei due airbag frontali, alzacristalli elettrici e chiusura centralizzata servosterzo, predisposizione autoradio con antenna, casse e cablaggi, contagiri elettronico, orologio digitale, fendinebbia incorporati nel paraurti, sedile sdoppiato e paraurti e specchi retrovisori in tinta con la carrozzeria. Molto nutrito il catalogo degli optional che spaziava dai cerchi in lega leggera da 14 dal disegno specifico con pneumatici 185/55/R14 79S, alla chiusura centralizzata delle porte con la chiave col telecomando, allo stereo Ford, ai retrovisori elettrici riscaldati in tinta carrozzeria, al climatizzatore ecologico con funzioni di ricircolo d'aria e deumidificazione a doppie velocità, il parabrezza termico, i sedili anteriori riscaldati (non disponibili nel mercato italiano), la regolazione elettrica dell'altezza dei fari e il tettuccio apribile. La Pro e la Ghia Pro, internamente, erano riconoscibili grazie alla diversa conformazione dei sedili e al colore della tappezzeria e per il piccolo fregio "Ghia" o "Pro" posto al centro della parte superiore del cruscotto. Ad eccezione degli altri modelli, sia la Pro che la Ghia Pro non avevano modanature né sulle portiere, né sui paraurti in tinta carrozzeria. Era offerta esclusivamente in varie colorazioni metallizzate: blu notte, verde bottiglia, nero, bordeaux scuro. 
Per un breve periodo di tempo, questo modello si affiancò alla quarta generazione di Fiesta, costituendo un'alternativa più economica rispetto a quest'ultima e rimanendo in listino fino al 1997, anno in cui è uscita di produzione venendo sostituita sia dalla Ka che dalla nuova Fiesta. La Fiesta Pro, prodotta solo ad Almussafes in Spagna, non è mai stata venduta in Regno Unito, dove invece è rimasta in vendita (sia pur con una gamma ridotta) la Fiesta precedente.

### Motorizzazioni
| Modello           | Allestimento                                               | Disponibilità       | Cambio               | Motore  | Cilindrata (cm³) | Potenza        | Coppia max (Nm) | Emissioni CO2 (g/km) | 0–100 km/h (secondi) | Velocità max (km/h) | Consumo medio (km/l) |
| 1.1               | CLX - LX - S - SX - Ghia                                   | dal debutto al 1992 | Manuale o Automatico | Benzina | 1118             | 39 kW (53 CV)  | 84              | n.d                  | 16,3                 | 149                 | 18,7                 |
| 1.1i cat.         | Windsor - Boston S - SX - Ghia                             | dal 1992 al 1995    | Manuale o Automatico | Benzina | 1118             | 36 kW (49 CV)  | 81              | n.d                  | 18,1                 | 141                 | 15,8                 |
| 1.3               | CLX - LX - S - SX - Ghia                                   | dal 1991 al 1992    | Manuale o Automatico | Benzina | 1297             | 43 kW (58 CV)  | 98              | n.d                  | 14,8                 | 153                 | 17,6                 |
| 1.3i cat.         | S - SX - Windsor - Boston Newport - Cayman Blue Ghia - Pro | dal 1991 al 1996    | Manuale o Automatico | Benzina | 1297             | 43 kW (58 CV)  | 98              | n.d                  | 14,7                 | 150                 | 15                   |
| 1.4               | CLX - LX - S - SX - Ghia                                   | dal debutto al 1992 | Manuale o Automatico | Benzina | 1392             | 54 kW (73 CV)  | 109             | n.d                  | 12                   | 165                 | 14,3                 |
| 1.4i cat.         | S - SX - Ghia                                              | dal 1990 al 1993    | Manuale              | Benzina | 1392             | 52 kW (71 CV)  | 103             | n.d                  | 13                   | 162                 | 13,6                 |
| 1.6i 16V          | Ghia Pro - Ghia                                            | dal 1994 al 1995    | Manuale              | Benzina | 1597             | 65 kW (88 CV)  | 130             | n.d                  | 11,1                 | 177                 | 13                   |
| 1.6i XR2          | XR2i                                                       | dal debutto al 1992 | Manuale              | Benzina | 1597             | 81 kW (110 CV) | 135             | n.d                  | 9,8                  | 192                 | 13                   |
| 1.6i Turbo        | RS Turbo                                                   | dal 1990 al 1992    | Manuale              | Benzina | 1598             | 96 kW (131 CV) | 180             | n.d                  | 8,2                  | 205                 | 12                   |
| 1.8i 16V cat.     | SX - Ghia                                                  | dal 1992 al 1993    | Manuale              | Benzina | 1796             | 75 kW (102 CV) | 150             | n.d                  | 9,5                  | 182                 | 12,5                 |
| 1.8i 16V cat. XR2 | XR2i 16V                                                   | dal 1992 al 1994    | Manuale              | Benzina | 1796             | 93 kW (126 CV) | 157             | n.d                  | 8                    | 200                 | 12,5                 |
| 1.8 Diesel        | CLX - LX - S                                               | dal debutto al 1995 | Manuale              | Diesel  | 1753             | 43 kW (58 CV)  | 109             | n.d                  | 16                   | 152                 | 18,7                 |